# Spudaea lineata
Spudaea lineata là một loài bướm đêm trong họ Noctuidae.